# Tufão Pabuk (2007)
O tufão Pabuk (designação internacional: 0706; designação do JTWC: 07W; designação filipina: Chedeng) foi o oitavo ciclone tropical e o quinto tufão da temporada de tufões no Pacífico de 2007. Ao longo de seu caminho, Pabuk afetou as Filipinas, Taiwan, Hong Kong, Macau e sul da China.

## História meteorológica
Uma perturbação tropical formou-se a sudeste de Chuuk na madrugada de 31 de julho. O sistema moveu-se para oeste-noroeste nos dias seguintes, não mudando quanto à sua organização. Em 4 de agosto, entretanto, convecção de ar começou a se formar e a Agência Meteorológica do Japão (AMJ) começou a monitorá-lo como uma depressão tropical. O sistema continuou a fortalecer-se e o Joint Typhoon Warning Center emitiu um alerta de formação de ciclone tropical sobre o sistema na madrugada do dia seguinte, notando que as condições atmosféricas em seu torno estavam extremamente favoráveis para o seu desenvolvimento. A Agência Meteorológica do Japão classificou a depressão como tempestade tropical Pabuk logo depois. O nome Pabuk foi dado por Laos e refere-se a uma espécie de peixe de água doce que vive no Rio Mekong. O JTWC classificou o sistema como tempestade tropical 07W ao mesmo tempo e em 5 de agosto, a PAGASA nomeou o sistema de Chedeng assim que entro na área de responsabilidade da agência. Assim que Pabuk continuou a mover-se para noroeste, ele fortaleceu-se e desenvolveu lentamente uma boa corrente de ar. Pabuk foi classificado pela AMJ para uma tempestade tropical severa em 6 de agosto. Movendo-se para oeste em direção a Taiwan, uma área de convecção ao sul de pabuk separou-se e formou-se a sua própria circulação ciclônica de superfície. As correntes de ar de Pabuk de altos níveis inibiram esta nova área de convecção. fortalecendo-se lentamente, Pabuk foi classificado como um tufão na manhã de 7 de agosto. No final daquele dia, Pabuk foi classificado como tempestade tropical pelo JTWC. A AMJ fez o mesmo pouco antes de Pabuk atingir o sul de Taiwan. Pabuk atingiu o sul de Taiwan por volta das 16:30 UTC de acordo com o radar de Taiwan e cruzou o extremo sul da Península de Hengchun no Condado de Pingtung. Pouco depois, o JTWC classificou novamente Pabuk como tufão e citando um pequeno olho no momento em que Pabuk atingiu Taiwan. Três horas depois, o JTWC classificou novamente pabuk como tempestade tropical.
Depois de passar sobre Taiwan, Pabuk rumou para Hong Kong. Em 9 de agosto, a AMJ classificou o sistema como depressão tropical. Logo depois, o JTWC fez o mesmo e emitiu seu último aviso. Mesmo assim, a depressão continuou a serpentear ao sul de Hong Kong, ameaçando o território a cada vez que mudava de direção. Por fim, a depressão se dissipou antes de chegar sobre o território.
Em análises pós-tempestade, o JTWC aumentou o pico de intensidade para ventos máximos sustentados de 130 km/h.

## Preparativos
O Taiwan emitiu alertas de tufão para a costa leste. As Filipinas também fez o mesmo para as ilhas Batanes e Babayan. O Observatório de Hong Kong e o Departamento Geofísico e Meteorológico de Macau emitiram avisos de vento forte sinal 3 em 9 de agosto assim que o sistema passou ao sul de Hong Kong. A AMJ classificou a tempestade como depressão tropical no final daquele dia e emitiu o seu último aviso público. Pouco depois, o JTWC fez o mesmo. A depressão tropical mudou a sua rota para leste-nordeste em 10 de agosto, forçando o Observatório de Hong Kong a emitir novamente o aviso de vento forte sinal 3. O Observatório também alertou que era esperado que os ventos se fortaleceriam mais quando o sistema chegasse a região. Com os avisos, o Departamento Educacional de Hong Kong suspendeu todas as aulas naquele dia. O Observatório de Hong Kong classificou a depressão para tempestade tropical e pouco depois emitiu avisos de ventos fortes ou de tempestade tropical 8 por volta das 06:30 UTC assim que Pabuk começou a ameaçar o território. O aviso foi substituído por outro de sinal 3 no final daquela noite assim que Pabuk mudou novamente a sua rota para oeste e atingiu a costa de Guangdong, China. Na manhã seguinte, Pabuk mudou a sua rota pela terceira vez, ameaçando novamente Hong Kong e Macau antes de se enfraquecer definitivamente. Logo depois, o Observatório de Hong Kong cancelou todos os avisos.

## Impactos
No Taiwan, a passagem de Pabuk causou a interrupção de energia elétrica para 50.000 pessoas em algumas enchentes isoladas. Na China, mais precisamente da província de Guangdong, mais de 1,2 milhões de pessoas foram afetadas por Pabuk e cerca de 1.100 pessoas ficaram desabrigadas devido às enchentes causadas pela tempestade. Duas minas na cidade de Dandong, China, tiveram que ser evacuadas. Apesar de não afetar diretamente as Filipinas, as suas bandas de tempestade externas atingiram as ilhas do norte, trazendo muita chuva, que causaram enchentes e deslizamentos de terra que mataram 11 pessoas.
A partida amistosa entre o FC Barcelona e um combinado de Hong Kong tinha sido adiada por um dia sevido à ameaça de Pabuk.